# Cronologia della seconda guerra mondiale (1941)
Questa cronologia della seconda guerra mondiale contiene gli eventi militari, politici e diplomatici inerenti alla seconda guerra mondiale e fatti collegati, dal 1º gennaio al 31 dicembre 1941.

## 1941

### Gennaio
- 1° gennaio - L'Old Bailey, la Guildhall ed otto chiese progettate da Christopher Wren vengono distrutte o pesantemente danneggiate in un bombardamento.
- 3 gennaio - I britannici, dopo l'arrivo della 6ª Divisione australiana del XIII Corps (ridenominazione della Western Desert Force), entrano in Libia e attaccano la località di Bardia, ai confini con l'Egitto. Le difese della piazzaforte italiana sono sfondate quasi subito grazie all'impiego dei carri armati, risultanti più efficienti di quelli italiani.
- 5 gennaio - Nonostante siano meno numerosi dei difensori della piazzaforte di Bardia, gli inglesi riescono ad avere la meglio, catturando la città e 45.000 prigionieri italiani.
  - Léon Degrelle, leader del partito fascista della Vallonia, annuncia il sostegno del Partito Rexista al nazismo nella città occupata di Liegi.
- 6 gennaio - I greci avanzano attraverso il passo di Klisura.
- 7 gennaio - I primi contingenti britannici prendono contatto con i difensori nel settore di Tobruch. Per la difesa della città, il generale Graziani può contare su 25000 uomini, 220 cannoni e una settantina di carri armati.
- 8 gennaio - In Albania le truppe greche conquistano la località di Këlcyrë, ma non riescono a sfondare in direzione di Berat e Valona.
- 9 gennaio - Il Siam dichiara guerra all'Indocina francese.
- 10 gennaio - Il Lend Lease viene proposto al Congresso degli Stati Uniti.
  - Gli aerei tedeschi danneggiano la portaerei HMS Illustrious, che si sta dirigendo verso Malta. La Luftwaffe tedesca, ormai è chiaro, ha il comando dei cieli sul Mediterraneo. L'attacco è anche l'inizio dell'agonia di Malta nei mesi successivi.
- 14 gennaio - Primo uso del "V for Victory" da parte di Victor de Laveleye nel servizio belga della BBC, Radio Belgique.
- 16 gennaio - Murzuk (Libia) è bersaglio di un fallito tentativo di conquista da parte di una colonna della Francia libera proveniente dal Ciad guidata dal colonnello Philippe Leclerc de Hauteclocque.
  - Truppe britanniche attaccano gli italiani in Eritrea. Inizia la campagna dell'Africa Orientale Italiana.
- 17 gennaio - Battaglia di Koh Chang: la marina francese sconfigge quella thailandese.
- 20 gennaio - All'inizio dell'offensiva militare avviata in Africa orientale dalle forze alleate, il comandante della forza inglese del Sudan, William Platt dispone di 2 divisioni (4ª e 5ª Divisione indiana), mentre le truppe italiane ammontano a 17000 uomini.
- 21 gennaio - Truppe britanniche e australiane attaccano Tobruch.
  - Reparti tedeschi affluiscono in Romania.
  - Vi sono testimonianze di fucilazioni di ebrei rumeni da parte delle Guardie di Ferro.
- 22 gennaio - Tobruch cade in mano britannica.
- 23 gennaio - in Africa orientale gli inglesi conquistano Kassala, città situata al confine tra il Sudan e l'Eritrea e penetrano anche nella Somalia italiana, occupando la località di Gelib. In Africa settentrionale, gli inglesi, dopo aver occupato la guarnigione italiana di Tobruch avanzano sino a 30 km da Derna.
  - Charles Lindbergh testimonia al Congresso e raccomanda che gli Stati Uniti negozino con Adolf Hitler un patto di neutralità.
- 26 gennaio - In Albania gli italiani avviano la riconquista della località di Këlcyrë.
- 28 gennaio - in Eritrea la 5ª Divisione indiana occupa Agordat, mentre le truppe italiane oppongono una strenua resistenza a Barentù, a sud di Agordat, ma sono costretti a ritirarsi.

- 29 gennaio - In Libia, gli italiani abbandonano Derna e l'intera Cirenaica per costituire una solida linea difensiva al confine con la Tripolitania.
  - In Grecia muore per malattia il primo ministro greco Ioannis Metaxas, che sarà sostituito da Alexandros Korizis, presidente della Banca ellenica.

- 30 gennaio - in Libia, gli inglesi occupano Derna.
- 31 gennaio - Le ali della 4ª Divisione indiana conquistano Agordat, in Eritrea: vengono catturati 1000 soldati italiani e 43 cannoni.
  - Armistizio tra Siam e Indocina francese.

### Febbraio
- 1º febbraio - In Africa settentrionale gli inglesi proseguendo la loro avanzata nella regione della Cirenaica in Libia, si avvicinano a Bengasi e tentano di tagliare la strada agli italiani che si ritirano verso la Tripolitania.
- 3 febbraio - I tedeschi restaurano Pierre Laval come capo di governo della Repubblica di Vichy.
- 4 febbraio - In Eritrea inizia la battaglia per la conquista di Cheren.
- 6 febbraio - In Libia Bengasi è occupata dalle truppe inglesi, mentre a sud gli italiani impegnano severamente i britannici per sottrarsi all'accerchiamento nemico.
- 7 febbraio - Dopo diversi giorni di combattimenti disperati, una colonna volante del XIII Corps, chiamata Combe Force, taglia fuori la 10ª Armata italiana in ritirata durante la battaglia di Beda Fomm. Gli italiani non riescono a sfondare la piccola forza di blocco e gli inglesi accettano la resa di circa 130.000 italiani a sud di Bengasi.
- 9 febbraio - Le forze britanniche occupano El-Agheila.
- 11 febbraio - La Cirenaica è perduta: a sostegno degli italiani arrivano in Libia Erwin Rommel e due divisioni dell'Afrikakorps.
- 14 febbraio - Sul fronte greco-albanese i bollettini di guerra segnalano che le spinte offensive dei greci in Albania sono respinte, seppur subendo gravi perdite. Nel settore dell'Africa settentrionale sbarcano a Tripoli i primi contingenti tedeschi inviati a sostegno degli italiani e guidati dal generale Erwin Rommel.
- 17 febbraio- Nella Somalia italiana l'11ª e 12ª Divisione africana (inglesi) e la 1ª sudafricana occupano la base di Chisimaio.
- 20 febbraio - Entra in linea l'Afrika Korps.
- 21 febbraio - I tedeschi raggiungono il fronte greco attraverso la Bulgaria.
- 23 febbraio - In Grecia giungono rinforzi militari dalla Gran Bretagna, a sostegno delle truppe elleniche che combattono nell'Albania meridionale, comprendenti 100000 uomini, 240 pezzi di artiglieria, 224 cannoni e 142 carri armati.
- 25-28 febbraio - Operazione Abstention: tentativo fallito inglese di conquista dell'isola di Castelrosso.
- 25 febbraio - il sottomarino britannico HMS Upright affonda l'incrociatore Armando Diaz.
- 26 febbraio - nella Somalia meridionale truppe inglesi occupano Mogadiscio.

### Marzo
- In Italia continuano le restrizioni. Sospesa la fabbricazione di pasticceria fresca, panettoni, gelati al latte, la farina per il pane va miscelata con patate bollite, carne razionata, clienti registrati nelle macellerie, pasta autarchica, crema e burro a disposizione del Ministero.
- 1º marzo - La Bulgaria firma il Patto tripartito, entrando in tal modo a far parte dell'Asse.
  - Cufra (Libia) è occupata dagli anglo-francesi.
- 4 marzo - Operazione Claymore: incursione di reparti britannici contro gli impianti industriali delle isole Lofoten, in Norvegia; è la prima operazione su vasta scala dei British Commandos.
  - Il principe reggente di Jugoslavia Paolo accetta di unirsi all'Asse.
- 7 marzo - In Grecia iniziano i primi sbarchi del corpo di spedizione britannico (formato da 57.000 uomini) nel porto del Pireo, a sostegno delle truppe greche che combattono in Albania.
- 9 marzo - In Albania ha inizio l'offensiva di primavera, la controffensiva delle forze italiane schierate a sud di Berat e lungo il fiume Voiussa.
- 11 marzo - F. D. Roosevelt sigla la Legge sugli Affitti e Prestiti, che consente di assegnare in prestito agli Alleati rifornimenti provenienti dall'industria bellica americana.
- 13 marzo - In Albania prosegue l'offensiva delle truppe italiane, che puntano a Klisura ma non riescono a sfondare le difese nemiche, che cercano di contenerne la spinta offensiva.
- 15 marzo - In Eritrea gli inglesi iniziano la battaglia per la conquista della località di Cheren, a nord-ovest di Asmara.
- 16 marzo - In Africa orientale, gli inglesi provenienti dal protettorato di Aden, nello Yemen, sbarcano a Berbera, nella Somalia britannica, e ricacciano gli italiani che l'avevano occupata, procedendo poi al confine con la Abissinia.
- 17 marzo - Gli inglesi penetrano in Abissinia dalla Somalia italiana e occupano la località di Giggiga.
- 20 marzo - Nella Somalia inglese le truppe britanniche, proseguendo la loro avanzata verso l'Abissinia, occupano la località di Hargheisa.
  - Fallisce l'offensiva di primavera.
- 21 marzo - Il governo jugoslavo si dimette per protesta contro la firma del patto coi nazisti. La popolazione manifesta per strada, espressione di un forte disprezzo per la Germania.
- 24 marzo - In Africa settentrionale le truppe del generale Rommel occupano El Agheila, località al confine tra Tripolitania e Cirenaica.
- 25 marzo - Il Regno di Jugoslavia entra a far parte dell'Asse.
  - Gli MTM della Decima MAS affondano l'incrociatore pesante HMS York, due navi cisterna e una nave cargo a sud della baia di Suda.
- 26 marzo - In Etiopia orientale gli inglesi occupano la città di Harar.
- 27 marzo - Colpo di Stato di Pietro II con l'appoggio britannico: la Jugoslavia esce dall'Asse.
  - La spia giapponese Takeo Yoshikawa arriva ad Honolulu, nelle Hawaii, e inizia a studiare la flotta americana ancorata a Pearl Harbor.
- 27 marzo-29 marzo - Battaglia di Capo Matapan, nel Mar Egeo: si scontrano la Royal Navy e la Regia Marina, che perde cinque navi.
- 28 marzo - in Eritrea gli italiani, dopo 12 giorni di combattimenti, sono costretti a ritirarsi da Cheren.
- 29 marzo - In Etiopia orientale le truppe inglesi conquistano Diredaua, ad ovest di Harar.
- 31 marzo - Rommel avvia l'offensiva in Libia. Conquista di Marsa Brega.

### Aprile

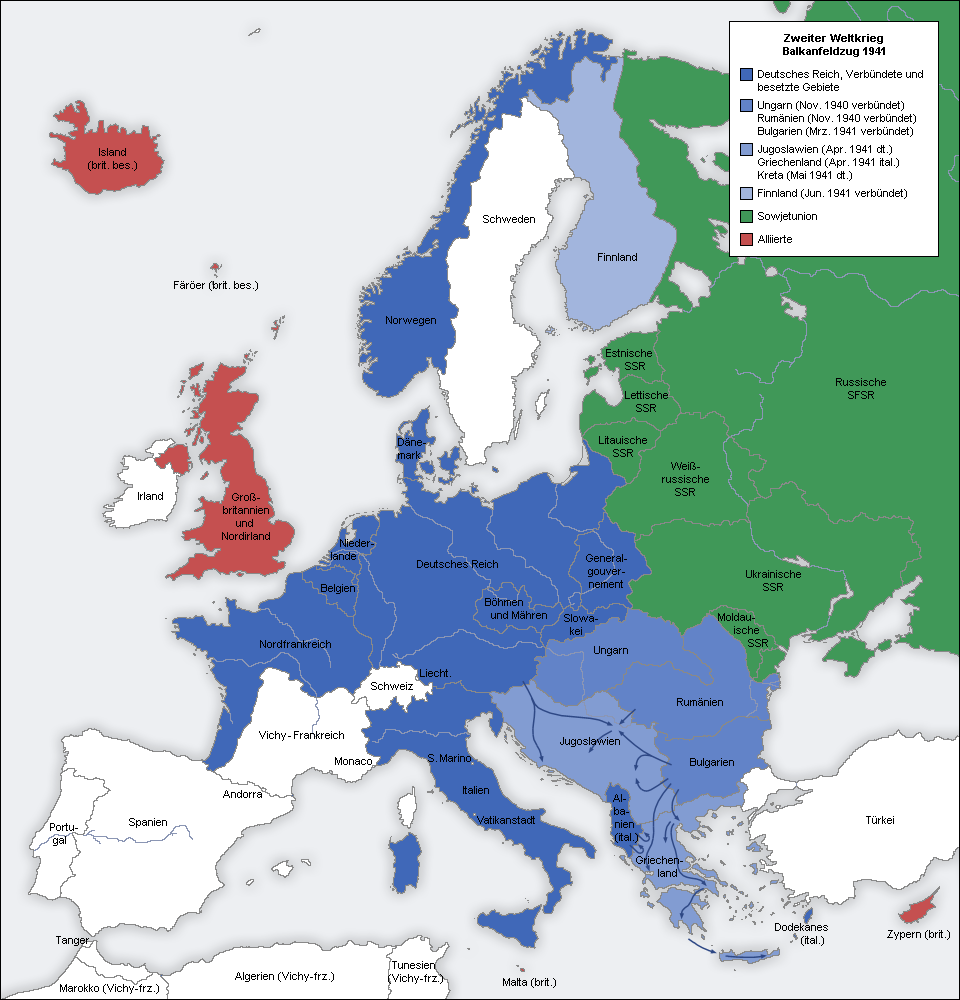
La situazione in Europa prima della Campagna dei Balcani.

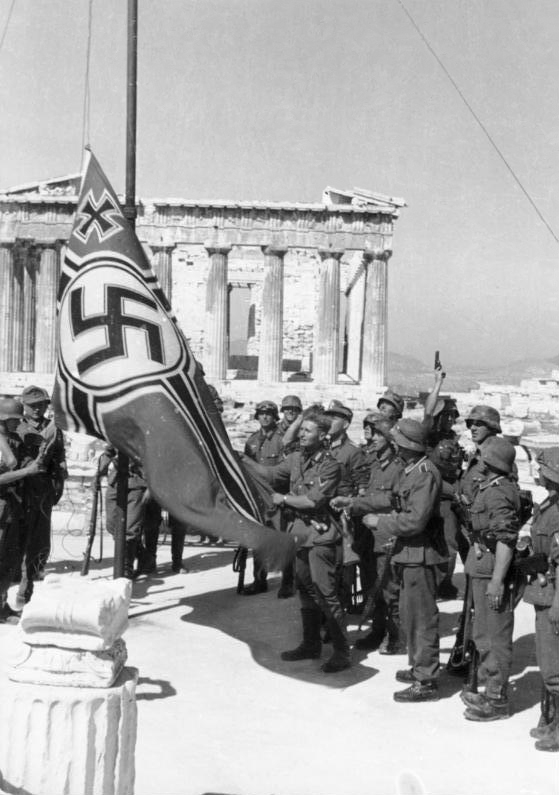
Soldati tedeschi innalzano la bandiera di fronte all'Acropoli ateniese

- 1º aprile - In Africa orientale la 4ª e la 5ª Divisione indiana occupano Asmara, in Eritrea.
- 2 aprile - In Libia le truppe italo-tedesche guidate da Rommel riconquistano Agedabia, a sud di Bengasi.
- 3 aprile - Colpo di Stato anti-britannico in Iraq.
  - I britannici conquistano Asmara, capitale dell'Eritrea.
- 4 aprile - In Africa settentrionale Rommel dispone della 5ª Divisione motorizzata e di altre due divisioni italiane per la riconquista di Bengasi, mentre gli inglesi si difendono con la 2ª Divisione corazzata, la 9ª Divisione australiana ed una brigata motorizzata.
- 5 aprile - Le truppe dell'Asse in Libia riconquistano Bengasi.
- 6 aprile - Truppe tedesche, italiane, ungheresi e rumene attaccano la Jugoslavia e la Grecia in soccorso degli italiani.
  - In Etiopia gli inglesi occupano la capitale Addis Abeba. Mussolini conierà la promessa «Ritorneremo». Ma è definitivamente chiaro che l'Italia non può più fare a meno dell'aiuto tedesco, come dimostrano le contemporanee vicende nell'Africa del Nord e nei Balcani. Nell'Africa Orientale inizia la guerriglia italiana.
  - L'ala settentrionale delle forze di Rommel prende Derna, sulla costa libica. L'ala meridionale si muove verso Mechili e la prende l'8.
- 8 aprile - In Eritrea gli inglesi conquistano Massaua, un centro di resistenza difeso da 13000 italiani.
  - I tedeschi e i bulgari entrano a Salonicco.
- 9 aprile - Il leader palestinese Amin al-Husseini emette una fatwā in un discorso radiofonico da Baghdad, invitando i musulmani a impegnarsi in una guerra santa contro la Gran Bretagna.
- 10 aprile - In Libia la piazzaforte di Tobruch, dove si sono rifugiati gli australiani della 9ª Divisione, è assediata dalle forze dell'Asse.
  - La Groenlandia viene occupata dagli Stati Uniti: con l'approvazione della "Danimarca libera" inizia la costruzione di basi navali ed aeree per contrastare gli U-boot.
  - Ante Pavelić e gli Ustascia proclamano la fondazione dello Stato Indipendente di Croazia.
- 11 aprile - In Jugoslavia la 2ª Armata italiana, penetrata dalla frontiera giuliana, avanza verso Lubiana, che viene occupata, Spalato e Ragusa. In Africa settentrionale Rommel sferra un attacco contro la roccaforte di Tobruch condotto da due divisioni italiane e dalla 5ª tedesca, ma verso sera il loro attacco è respinto.
- 12 aprile - In Jugoslavia gli italiani occupano varie località costiere, compresa l'isola di Ugliano; in Libia gli italo-tedeschi rioccupano Bardia. Belgrado si arrende mentre i tedeschi sconfiggono i britannici nella battaglia di Vevi.
- 13 aprile - Il Ministro degli Esteri giapponese Yōsuke Matsuoka firma a Mosca con Stalin il patto di non aggressione fra Giappone ed Unione Sovietica.
- 13 aprile - Sul fronte greco-albanese gli italiani danno vita a un'operazione offensiva che porta alla riconquista di Coriza, Përmet e Argirocastro, mentre alcune divisioni avanzano verso l'Epiro.
- 14 aprile - In Libia le forze comandate da Rommel tentano di sferrare una nuova offensiva contro Tobruch, riuscendo a penetrare momentaneamente nella roccaforte, ma nel pomeriggio sono costrette a ritirarsi, dopo il contrattacco dei britannici.
  - La divisione Panzer LSSAH conquista lo strategico passo di Kleisoura e inizia a tagliare la linea di ritirata dell'esercito greco in Albania.
  - Pogrom di Anversa: una folla collaborazionista attacca due sinagoghe ebraiche ad Anversa, nel Belgio occupato dai tedeschi.
- 16 aprile - In Jugoslavia gli italiani occupano Danilovgrad e l'isola Veglia.
- 17 aprile - La Jugoslavia firma la resa e viene suddivisa tra i vincitori. A Londra si forma un governo in esilio, re Pietro fugge in Grecia.
- 18 aprile - Il primo ministro greco Alexandros Korizis si suicida; gli inglesi pianificano un'evacuazione su vasta scala della Grecia.
- 21 aprile - La Grecia firma la resa mentre le truppe britanniche si ritirano a Creta.
- 24 aprile - In Grecia i britannici sono sconfitti dai tedeschi nella battaglia delle Termopili.
- 27 aprile - L'esercito tedesco entra ad Atene.
- 29 aprile - Inizia l'invasione britannica dell'Iraq.

### Maggio
- 3 maggio - Le forze britanniche in Etiopia iniziano l'assedio dell'Amba Alagi, dove le forze italiane al comando del Duca d'Aosta hanno assunto posizioni difensive.
- 5 maggio - L'Imperatore Hailé Selassié entra ad Addis Abeba.
- 9 maggio - L'U-Boot tedesco U-110 viene catturato dalla Royal Navy. A bordo viene recuperata la macchina Enigma e i codici segreti utilizzati dai tedeschi.
  - Trattato di pace tra Thailandia e Francia di Vichy[1].
- 10 maggio - Rudolf Hess si paracaduta in Scozia per una presunta missione di pace.
  - A Liegi, in Belgio, inizia lo "Sciopero dei 100.000", nell'anniversario dell'invasione tedesca del 1940. Si diffonde presto in tutta la provincia, fino a quando quasi 70.000 lavoratori sono in sciopero.
- 13 maggio - Il colonnello dell'esercito jugoslavo Draža Mihailović convoca l'"Esercito jugoslavo in patria", che è composto principalmente da serbi, ma include anche sloveni, bosniaci e croati. Mihailović si sposta dalla Bosnia a Ravna Gora nella Serbia centrale e lancia un appello alla rivolta, promettendo una lotta contro gli occupanti e il ripristino della monarchia jugoslava. A questo punto, Josip Broz Tito e i partigiani jugoslavi sono allineati con l'Unione Sovietica, che è ancora amica della Germania.
  - La maggior parte del "Comando Aereo Iraq" tedesco (Fliegerführer Irak) arriva a Mosul per supportare il governo iracheno di Rashid Ali.
- 15 maggio - Gli inglesi bombardano Beirut.
- 18 maggio - La Bulgaria occupa la Macedonia.
- 18 maggio - Amedeo di Savoia-Aosta capitola in Etiopia.
- 18 maggio - L'Italia annette la Dalmazia.
- 20 maggio - Battaglia di Creta: truppe paracadutiste tedesche si lanciano su Creta.
  - Viene creata la missione militare tedesca in Iraq, lo Stato Maggiore Speciale F (Sonderstab F), per supportare il "Movimento per la libertà araba in Medio Oriente". Il Sonderstab F deve includere il Fliegerführer Irak ed altri elementi già presenti in Iraq.
- 24 maggio - Viene affondato dagli inglesi il piroscafo Conte Rosso, provocando 2.300 morti.
- 24 maggio - La corazzata tedesca Bismarck affonda l'incrociatore da battaglia britannico Hood.
- 27 maggio - Viene affondata la corazzata tedesca Bismarck: muoiono 2.300 marinai.
- 30 maggio - La rivolta in Iraq è sedata dagli inglesi e l'Iraq occupato militarmente.

### Giugno
- 1º giugno - Creta viene interamente occupata dalle truppe tedesche.
- 2 giugno -  Viene istituito il Tuskegee Airmen.
- 8 giugno - Gli Alleati invadono il Libano e la Siria; i francesi di Vichy attuano una debole resistenza.
- 9 giugno - La Finlandia inizia la mobilitazione delle proprie truppe e le pone sotto il controllo tattico tedesco.
  - Gli inglesi e gli australiani attraversano il fiume Leonte, respingendo le forze francesi di Vichy. Durante questa battaglia, Moshe Dayan, alla guida di un'unità australiana, perde un occhio. Diventa famoso quando il suo racconto viene pubblicato il giorno dopo.
- 10 giugno - Caduta di Assab, ultimo porto tenuto dagli italiani in Africa orientale.
- 12 giugno - Olanda e Giappone rompono le relazioni diplomatiche per le mire giapponesi sulle Indie olandesi.
- 13 giugno - Battaglia di Jezzine: gli australiani avanzano verso Beirut.
- 15 giugno - L'operazione Battleaxe britannica tenta, senza successo, di liberare Tobruch dall'assedio. Gli inglesi vengono pesantemente sconfitti al Passo di Halfaya, soprannominato "Passo del fuoco infernale".
- 20 giugno - In base alle direttive del Dipartimento della Guerra degli Stati Uniti, la maggior parte del personale di quello che fino a quella data era noto come United States Army Air Corps viene trasferito in quello che da quella data in poi diventa United States Army Air Forces, con il generale Henry H. Arnold come primo comandante. Come parte della riorganizzazione, il quartier generale dell'aeronautica viene rinominato Air Force Combat Command; la nuova organizzazione dell'Army Air Forces è composta dall'Air Force Combat Command (il suo elemento di combattimento), con l'elemento logistico e di addestramento esistente che mantiene la vecchia designazione "United States Army Air Corps".
- 21 giugno - La Germania dichiara guerra all'URSS, seguita subito dopo da Romania, Finlandia, Ungheria e Italia. Inizia l'Operazione Barbarossa, l'attacco di proporzioni gigantesche a Stalin portato da 145 divisioni tedesche contro 170 divisioni russe.
  - Il presidente Roosevelt autorizza 6.000 dollari per l'ordine esecutivo 8807 (Progetto Manhattan - Armi nucleari).
  - Damasco è occupata dopo un breve assedio dagli inglesi.
- 22 giugno - Rivolta di giugno in Lituania.
- 25 giugno - La Finlandia, volendo prendersi una rivincita sui Russi, entra in guerra a fianco della Germania. I sovietici hanno perso la maggior parte dei loro capi militari durante le purghe staliniane e sono colti impreparati.
  - La 163. Infanterie-Division inizia ad attraversare la Svezia.
- 26 giugno - Ungheria e Slovacchia dichiarano guerra all'Unione Sovietica.
- 28 giugno - i tedeschi accerchiano 30.000 soldati dell'Armata Rossa tra Minsk e Białystok.
- 29 giugno - Inizia l'operazione Volpe Artica.

### Luglio
- 2 luglio - Inizia il massacro di Ponary, con l'uccisione dei prigionieri di guerra sovietici catturati durante l'Operazione Barbarossa, iniziata due settimane prima, e con la deportazione di centinaia di ebrei da Vilnius verso fosse di cisterne di carburante scavate dai sovietici vicino al sobborgo di Ponary di Vilnius, dove vengono fucilati o sepolti vivi. I resoconti dei sopravvissuti vengono accettati come allucinazioni. Le deportazioni di massa e l'uccisione degli ebrei continuarono fino al 1943.
- 3 luglio - I Fratelli della foresta estoni iniziano le offensive contro l'Armata Rossa nell'Estonia meridionale, diversi giorni prima dell'arrivo delle forze tedesche. Ciò segna l'inizio della guerra d'estate in Estonia.
- 4 luglio - Massacro di scienziati e professori polacchi catturati dalle truppe tedesche a Leopoli.
- 5 luglio - La Wehrmacht raggiunge il fiume Dnepr.
- 7 luglio - Truppe americane sbarcano in Islanda in sostegno delle truppe britanniche già presenti.
- 9 luglio - Viene conquistata Vitebsk (Bielorussia); inizia la battaglia di Smolensk, importante centro di comunicazioni, considerato dall'alto comando tedesco "la porta di accesso a Mosca".
- 10 luglio - Partono dall'Italia i primi contingenti italiani del CSIR per prendere parte alla campagna di Russia.
  - L'Armata Rossa prende posizione sulla linea del fiume Emajõgi, consentendo ai Fratelli della Foresta estoni di prendere il controllo dell'Estonia sud-orientale, inclusa la maggior parte di Tartu, dove l'NKVD giustizia 193 prigionieri e l'Armata Rossa fa saltare in aria lo storico Ponte di Pietra. Le forze tedesche arrivano alla nuova linea il 12 luglio e il fiume rimarrà il fronte per diverse settimane.
  - Inizia ufficialmente l'occupazione della Lettonia. I Panzer di Guderian prendono Minsk; i tedeschi avanzano ulteriormente in Ucraina.
- 12 luglio - Resa della Francia di Vichy in Siria.
- 13 luglio - Inizia in Montenegro l'insurrezione popolare contro gli italiani, è la prima rivolta in Europa contro l'occupazione nazi-fascista.
- 16 luglio - Smolensk è occupata dalla Wehrmacht.
  - Il comando italiano in Montenegro inizia le operazioni di repressione contro gli insorti.
- 17 luglio - Un decreto legislativo predispone la costituzione del Reichskommissariat Ostland nei Paesi baltici e nel sud della moderna Bielorussia.
- 19 luglio - Il "segno a V", utilizzato in modo particolare da Churchill, viene adottato ufficiosamente come segnale degli Alleati, insieme al motivo della Quinta sinfonia di Beethoven.
- 20 luglio - Heinrich Himmler visita i prigionieri di guerra sovietici vicino a Minsk e Lublino e decide di costruire il campo di concentramento vicino a Lublino, noto come campo di concentramento di Majdanek.
- 24 luglio - Massacro di Kautla.
- 26 luglio - A seguito dell'occupazione giapponese dell'Indocina francese, il presidente Franklin Delano Roosevelt ordina la messa in custodia di tutti i beni giapponesi sul suolo americano.
- 28 luglio - I giapponesi sbarcano in Cocincina. Il governo coloniale francese di Vichy è autorizzato dai giapponesi a continuare ad amministrare il Vietnam. La repressione francese continua. I francesi di Vichy acconsentono anche all'occupazione da parte dei giapponesi delle basi in Indocina.
  - I tedeschi avanzano verso Smolensk e nel frattempo consolidano la loro presenza negli stati del Baltico; le popolazioni ebraiche autoctone degli stati del Baltico vengono sterminate.
- 31 luglio - Cominciano i rastrellamenti di ebrei e le deportazioni nei campi di sterminio.

### Agosto
- 1º agosto - L'Estonia è occupata dalla Wehrmacht. I tedeschi proclamano la Galizia come quinto distretto del Governatorato Generale.
- 6 agosto - Conquista di Smolensk, i tedeschi catturano 300.000 sovietici e prendono anche Orel.
- 14 agosto - Al largo dell'isola di Terranova, F.D. Roosevelt e Churchill sottoscrivono la Carta Atlantica.
- 15 agosto - conquista tedesca dell'Ucraina.
- 17 agosto - Le forze tedesche conquistano Narva, nell'Estonia nordorientale, lasciando all'Armata Rossa il controllo solo della sua sacca nell'Estonia nordoccidentale e dell'arcipelago dell'Estonia occidentale.
- 20 agosto - Sul fronte russo comincia ad essere schierata la 250. Infanterie-Division di volontari spagnoli.
- 21 agosto - La Wehrmacht alle porte di Kiev.
- 22 agosto - Le forze tedesche si avvicinano a Leningrado; i cittadini continuano a costruire fortificazioni improvvisate.
- 24 agosto - Adolf Hitler ordina la sospensione del Programma T4, che però viene ripreso all'interno dei campi di concentramento.
- 25 agosto-17 settembre - Truppe britanniche e russe occupano l'Iran trovando una debole resistenza.
- 28 agosto - Le forze tedesche, con l'aiuto di volontari estoni, prendono Tallinn ai sovietici. L'evacuazione sovietica dalla città provoca pesanti perdite, con oltre 12.000 morti e decine di navi affondate nei campi minati finlandesi e tedeschi nel Golfo di Finlandia. Le restanti forze sovietiche in Estonia si ritirano nell'arcipelago dell'Estonia occidentale.
- 30 agosto - Inizio dell'offensiva di Yelna.
- 31 agosto - Vyborg è occupata dai finlandesi.

### Settembre
- 1° settembre - Un governo di salvezza nazionale filotedesco viene formato nel territorio del comandante militare in Serbia sotto la guida di Milan Nedić.
- 4 settembre - La USS Greer diventa la prima nave da guerra degli Stati Uniti a essere attaccata da un U-Boot tedesco durante la guerra, nonostante gli Stati Uniti siano una potenza neutrale. Di conseguenza, la tensione tra le due nazioni aumenta. Gli Stati Uniti sono ora impegnati in compiti di convoglio tra l'emisfero occidentale e l'Europa.
- 8 settembre - Unione Sovietica: inizia l'assedio di Leningrado da parte della Wehrmacht.
- 10 settembre - Kiev è completamente circondata dalle armate tedesche.
- 15 settembre - L'amministrazione militare tedesca in Estonia
- 16 settembre - Lo scià d'Iran Reza Pahlavi è costretto ad abdicare in favore del figlio Mohammad a seguito delle pressioni di Gran Bretagna e URSS.
- 19 settembre - Kiev è occupata dalla Wehrmacht.
- 27 settembre - La Siria è dichiarata indipendente.
  - In Grecia viene fondato il Fronte di Liberazione Nazionale (EAM).
- 28-29 settembre - Inizia la rivolta di Drama contro l'occupazione bulgara nella Grecia settentrionale. La rivolta viene rapidamente repressa e circa 3.000 persone vengono giustiziate come rappresaglia.

### Ottobre
- 2 ottobre - Battaglia di Mosca: inizio dell'offensiva tedesca su Mosca, (Operazione Tifone).
- 8 ottobre - L'esercito tedesco raggiunge il Mar d'Azov e cattura Mariupol'. Tuttavia, ci sono segnali che indicano che l'invasione sta iniziando a impantanarsi, poiché il tempo piovoso rende le strade fangose sia per i carri armati che per gli uomini.
- 9 ottobre - Il presidente degli Stati Uniti Franklin Roosevelt approva il programma atomico americano e costituisce il Top Policy Group per dirigere il progetto.
- 10 ottobre - Le armate tedesche circondano circa 660.000 soldati dell'Armata Rossa nei pressi di Vyasma (a est di Smolensk); alcuni prevedono con entusiasmo la fine della guerra.
  - Nel Lussemburgo occupato dai tedeschi, si prevede un referendum per approvare l'annessione del Lussemburgo alla Germania nazista. A seguito di una campagna di propaganda patriottica della Resistenza lussemburghese, il referendum non va avanti.
- 15 ottobre - I tedeschi avanzano su Mosca.
- 16 ottobre - Il governo dell'Unione Sovietica inizia a spostarsi verso est, a Samara, una città sul Volga, ma Iosif Stalin rimane a Mosca. I cittadini di Mosca costruiscono freneticamente trappole per carri armati ed altre fortificazioni per l'imminente assedio.
- 17 ottobre - Hideki Tōjō viene nominato primo ministro del Giappone.
- 19 ottobre - Proclamato lo stato d'assedio a Mosca.
- 20 ottobre - I bersaglieri del Corpo di spedizione italiano entrano a Stalino.
  - A Mosca viene proclamato lo stato di assedio
- 21 ottobre - Rappresaglia tedesca in Jugoslavia. La difesa di Mosca affidata a Žukov. Le truppe neozelandesi sbarcano in Egitto e conquistano Forte Capuzzo.
- 24 ottobre - In Ucraina, l'importante centro minerario e industriale di Charkiv cade nelle mani delle forze dell'Heerensgruppe Süd.
- 27 ottobre - Le forze dell''Heerensgruppe Süd raggiungono Sebastopoli in Crimea, ma i panzer delle forze "settentrionali" vengono rallentati o addirittura bloccati dal fango.

### Novembre
- Gli Stati Uniti chiedono invano all'Impero giapponese di abbandonare l'alleanza con Germania e Italia.
- 3 novembre - I tedeschi conquistano Kursk.
- 12 novembre - Inizio della battaglia di Mosca.
- 15 novembre - Richard Sorge, agente segreto russo all'ambasciata giapponese, comunica a Stalin che i giapponesi non attaccheranno la Russia, ma stanno preparandosi per dichiarare guerra agli Stati Uniti. Stalin sguarnisce tutta la frontiera in Estremo Oriente, 3.000 chilometri da Vladivostok alla Mongolia, concentrando le forze per la difesa di Mosca. Caduta di Yalta. Occupazione definitiva tedesca della Crimea.
- 17 novembre - Joseph Grew, ambasciatore statunitense in Giappone, invia una nota al Dipartimento di Stato americano circa i piani giapponesi di un attacco contro Pearl Harbor, nelle Hawaii (le sue note vennero ignorate).
- 18 novembre - Operazione Crusader: le truppe del Commonwealth britannico e di altri alleati attraversano la Libia e, almeno temporaneamente, interrompono l'assedio di Tobruk.
- 19 novembre - Prima battaglia di Bir El Gobi - dopo un aspro combattimento, la divisione "Ariete" blocca il tentativo britannico di avanzare nel territorio durante l'operazione Crusader.
  - L'incrociatore australiano Sydney viene affondato lungo le coste dell'Australia Occidentale: muoiono 645 marinai.
- 21 novembre - Battaglia di Rostov: Rostov sul Don, importante snodo sul fronte meridionale, viene presa dai tedeschi.
- 22 novembre - Rommel inizia una controffensiva, riprendendo Sidi Razegh (a sud di Tobruk), che gli Alleati avevano preso qualche giorno prima. Le perdite di carri armati britannici sono pesanti.
- 26 novembre - Gli USA inviano un ultimatum all'Impero giapponese (Hull note).
  - Operazione Hawaii: una flotta di sei portaerei al comando del viceammiraglio Chūichi Nagumo salpa dalla baia di Hitokapu e si dirige alla volta di Pearl Harbor in silenzio radio.
  - Dopo la sua breve incursione in Egitto, Rommel si ritira a Bardia per fare rifornimento; è durante questa breve ritirata che Tobruk viene temporaneamente liberata quando l'8ª Armata britannica incontra la guarnigione assediata.
- 27 novembre - Battaglia di Mosca: le riserve dell'Armata Rossa fermano l'avanzata tedesca su Mosca, ostacolata dal fango e dalla neve.
  - Battaglia di Rostov: l'Armata Rossa riconquista Rostov sul Don.
  - Cade Gondar, ultima sacca di resistenza italiana in Africa Orientale.
- 29 novembre - Fronte jugoslavo: durante la "prima offensiva anti-partigiana" i tedeschi occupano Užice; Josip Broz Tito e i partigiani jugoslavi riescono a fuggire e ripiegano in Bosnia orientale.

### Dicembre

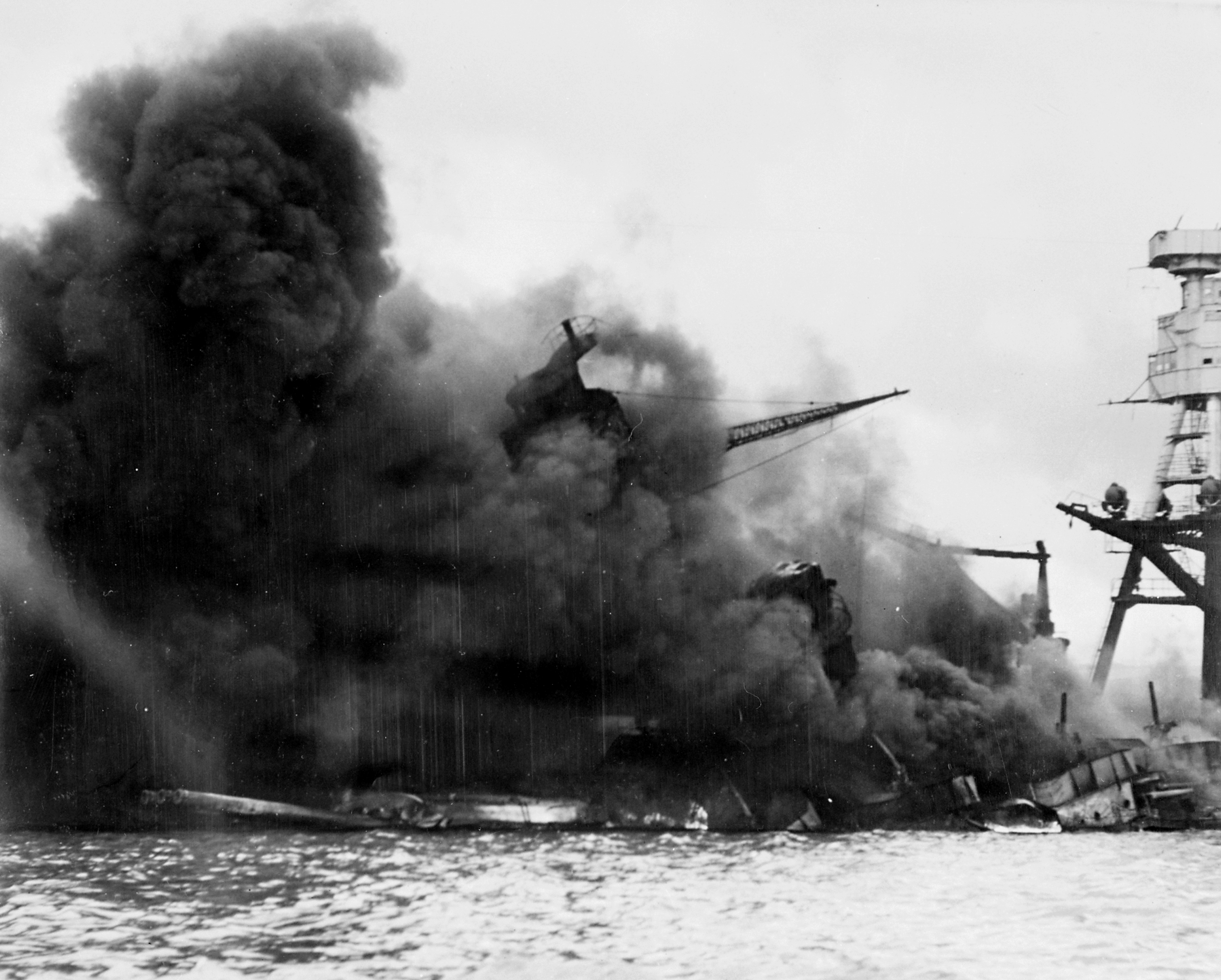
Scatto sulla USS Arizona mentre affonda nella baia di Pearl Harbor dopo l'attacco giapponese.

- 1-2 dicembre - Fronte jugoslavo: i partigiani jugoslavi vengono sconfitti nella battaglia di Pljevlja in Montenegro dagli alpini italiani.
- 2-3 dicembre - Gli ultimi avamposti sovietici in Estonia (isola di Osmussaar) e in Finlandia (base navale di Hanko) vengono evacuati a Kronštadt.
- 3-7 dicembre - Seconda battaglia di Bir El Gobi - le forze italiane respingono nuovamente un tentativo britannico di prendere il paese infliggendo a quest'ultimi ingenti perdite.
- 5 dicembre - Battaglia di Mosca: inizia la controffensiva dell'Armata Rossa alle porte della capitale; i tedeschi sono costretti alla ritirata.
- 6 dicembre - La Gran Bretagna dichiara guerra a Finlandia, Ungheria e Romania.
- 7 dicembre - Forze aeronavali dell'Impero giapponese (alleato della Germania e dell'Italia) attaccano a sorpresa la flotta americana del Pacifico, di stanza a Pearl Harbor, nelle isole Hawaii, infliggendole gravi perdite.
  - Adolf Hitler firma il "decreto Nacht und Nebel", che impone l'eliminazione delle attività di resistenza antinazista nell'Europa occidentale.
- 8 dicembre - Alle prime ore dell'8 dicembre[2] viene portata a termine l'invasione giapponese della Thailandia. Gli Stati Uniti dichiarano guerra all'Impero giapponese e si schierano al fianco dei britannici e dei sovietici
  - Le forze giapponesi prendono le isole Gilbert (che includono Tarawa). Clark Field nelle Filippine viene bombardato e molti aerei americani vengono distrutti a terra.
  - Iniziano la campagna della Malesia e la battaglia di Hong Kong.
  - La Cina dichiara ufficialmente guerra al Giappone.
  - Haiti, Repubblicana Dominicana, Costa Rica, Nicaragua, Honduras, El Salvador e Guatemala dichiarano guerra a Giappone, Germania e Italia.
  - I Paesi Bassi (in quanto potenza coloniale dell'Indonesia) dichiarano guerra al Giappone.
  - Rommel in ritirata.
  - Kamenka, Krasnaja Poljana e Krjukovo vengono liberate dall'Armata Rossa. I tedeschi non saranno mai più nel raggio d'azione dell'artiglieria di Mosca.
- 10 dicembre - L'incrociatore da battaglia britannico HMS Repulse e la corazzata HMS Prince of Wales vengono affondati durante un attacco aereo giapponese nel Mar Cinese Meridionale.
- 11 dicembre - La Germania e l'Italia dichiarano guerra agli Stati Uniti.
  - Inizia l'invasione giapponese della Birmania.
- 12 dicembre - Ungheria e Romania dichiarano guerra agli Stati Uniti. L'India dichiara guerra all'Impero giapponese.
- 13 dicembre - I giapponesi sotto il generale Yamashita continuano la loro spinta in Malesia. Sotto il generale Homma le forze giapponesi sono saldamente stabilite nelle Filippine settentrionali. Hong Kong è minacciata.
- 15 dicembre - Incursori italiani danneggiano due corazzate britanniche, la HMS Queen Elizabeth e la HMS Valiant, nel porto di Alessandria.
  - Le truppe britanniche respingono Rommel sulla linea di Gazala.
- 16 dicembre - Rommel ordina una ritirata fino a El-Agheila, dove era partito a marzo. Attende rinforzi di uomini e carri armati.
  - Il Giappone invade il Borneo.
  - L'offensiva tedesca su Mosca si arresta totalmente.
- 17 dicembre - Inizia la battaglia di Sebastopoli.
- 18 dicembre - I giapponesi sbarcano ad Hong Kong.
- 18/19 dicembre- 6 incursori italiani della X Flottiglia MAS affondano due corazzate britanniche danneggiando una petroliera ed un cacciatorpediniere al porto di Alessandria.
- 22 dicembre - I giapponesi sbarcano nel golfo di Lingayen, nella parte settentrionale di Luzon nelle Filippine.
  - Inizio della conferenza di Arcadia, il primo incontro ufficiale dei leader politici e militari britannici e americani.
- 25 dicembre - I soldati giapponesi iniziano l'invasione di Malaysia e Indie Olandesi. Honk Kong si arrende
  - I britannici a Bengasi. Rommel si ritira in Cirenaica.
  - Le forze anfibie dell'Armata Rossa e della Marina Rossa sbarcano a Kerč', in Crimea; la battaglia della penisola di Kerč' durerà fino ad aprile.
- 27 dicembre - La Gran Bretagna dichiara guerra alla Bulgaria.
  - Operazione Archery: commando britannici e norvegesi attaccano il porto norvegese di Vågsøy.
- 28 dicembre - Paracadutisti giapponesi atterrano su Sumatra.